# Station Sceaux - Boëssé
Station Sceaux — Boëssé is een spoorwegstation in de Franse gemeente Boëssé-le-Sec, vlak bij de grens met de gemeente Sceaux-sur-Huisne.